# نظام ریاستی
نظام ریاستی یک نظام حکومتی است که نتیجهٔ تفکیک کامل قواست. در رژیم‌های ریاستی قوه مجریه در استقلال از پارلمان (قوه مقننه) فعالیت می‌کند. در این سیستم رئیس‌جمهور که ریاست قوه مجریه و ریاست کشور را بر عهده دارد برای مدت معینی با رأی مردم انتخاب می‌شود.
انتخاب رئیس‌جمهور با رأی مردم به او اعتبار فوق‌العاده و قدرت قابل توجهی می‌بخشد و آزادی عمل و اختیار بیشتر او در انتخاب وزیران و همکاران و سیاست‌های کشور را موجب می‌شود. برخلاف نظام‌های پارلمانی که رئیس کشور (پادشاه یا رئیس‌جمهور) نقش مهمی را برعهده ندارد و قدرت اصلی در دست نخست‌وزیر و هیئت دولت منتخب پارلمان است.
از آن‌جا که تعیین وزیران در این نظام برعهده رئیس کشور است و پارلمان در آن دخالتی ندارد، وزیران در برابر پارلمان مسئولیت سیاسی ندارند و نمایندگان نمی‌توانند آن‌ها را استیضاح کرده یا با رأی عدم اعتماد برکنار کنند. در مقابل رئیس‌جمهور نیز حق پیشنهاد لایحه را ندارد.
در نظام ریاستی حاکمیت ملی در دو نوبت تجلی پیدا می‌کند و کارگزاران دو قوه (مجریه و مقننه) در یک سطح از اعتبار و پشتوانه سیاسی و آرای عمومی قرار می‌گیرند.
ایالات متحده آمریکا اولین کشور جهان است که این نظام سیاسی را اجرایی کرده است و اولین جمهوری ریاستی جهان است.

## جمهوری‌های دارای نظام حکومتی ریاستی[۴]
- فهرست کشورهای دارای نظام حکومتی ریاست با ریاست جمهوری

- افغانستان
- آنگولا
- آرژانتین
- بنین
- بولیوی
- برزیل
- بوروندی
- شیلی
- کلمبیا
- کومور
- کاستاریکا
- قبرس
- جمهوری دومینیکن
- اکوادور
- السالوادور
- گامبیا
- غنا
- گواتمالا
- هندوراس
- اندونزی
- ایران[۵]
- کنیا
- لیبریا
- مالاوی
- مالدیو
- مکزیک
- نیکاراگوئه
- نیجریه
- پالائو
- پاناما
- پاراگوئه
- فیلیپین
- سیشل
- سیرالئون
- سومالی‌لند
- سودان جنوبی
- ترکیه (پس از انتخابات سراسری ترکیه (۲۰۱۸))
- ترکمنستان
- ایالات متحده آمریکا
- اروگوئه
- ونزوئلا
- زامبیا
- زیمبابوه

### سیستم‌های ریاستی همراه با یک نخست‌وزیر
- بلاروس
- کامرون
- جمهوری آفریقای مرکزی
- چاد
- جیبوتی
- گینه استوایی
- گابن
- گینه (Guinea-Conakry)
- گویان
- ساحل عاج (Côte d'Ivoire)
- قزاقستان[۶]
- رواندا
- کره جنوبی
- سودان
- تونس
- تاجیکستان
- تانزانیا
- توگو
- اوگاندا
- ازبکستان